# Laisztrügónok

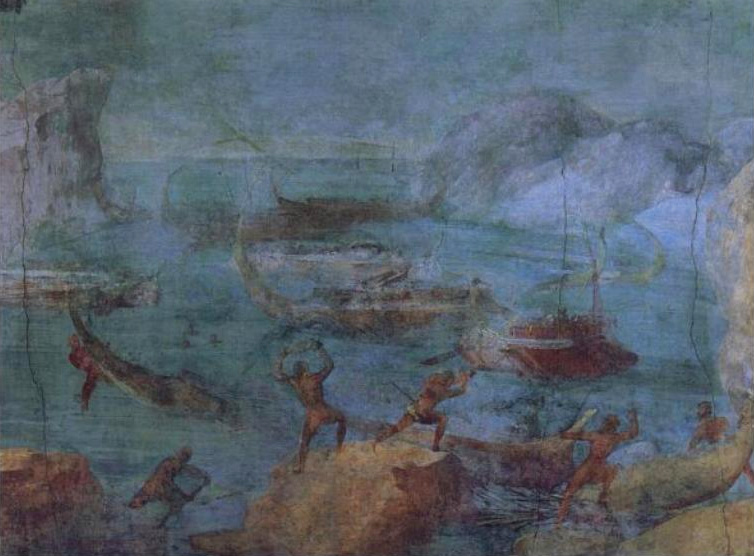
A laisztrügónok ábrázolása a Kr. e. 1. századból

A laisztrügónok emberevő óriások, görög mitológiai teremtmények. Az Odüsszeiában találkozhatunk velük.

## Leírás
A laisztrügónok Lámosz szigetén élnek, városuk neve Települosz, ahol a királyi palota is áll. Királyuk Antiphatész. Települosznak remek kikötője van, az öblöt többfelől sziklafalak veszik körbe, így mindig nyugodt az öbölben a víz. A laisztrügónok még a küklópszoknál  is hatalmasabb, félelmetesebb teremtmények. Homérosz így ír róluk: 
"És hogy a pompás házba beléptek, láttak egy asszonyt, akkora volt, mint egy hegycsúcs, iszonyodva csodálták.", "…jöttek a roppant laisztrügonok már minden irányból, rengetegen, nem is emberek, inkább szörnyü gigászok."
Gonosz lények, veszedelmesek az emberekre. A békésnek tűnő kikötőjük sok hajót csábít kikötésre, aztán az öbölben horgonyzó hajókat a laisztrügónok hatalmas sziklákkal dobálva szétzúzzák, a hajó legénységét pedig felfalják.

## Odüsszeusz és a laisztrügónok
Miután Aiolosz, a szelek királya elzavarta Odüsszeuszékat a szigetéről a hajósok 6 nap 6 éjen át eveztek, mígnem elérték Lámosz szigetét. A 11 hajó befutott a biztonságosnak tűnő kikötőbe, de az óvatos Odüsszeusz rosszat sejtve inkább a nyílt tengeren vetett horgonyt. A görögök 3 társukat előreküldték, hogy tudakolják meg, kik lakják az ismeretlen földet. A küldöttek hamarosan megpillantottak egy óriás termetű lányt, aki épp vízért jött a patakhoz. A lány a király Antiphatész leánya volt és bevezette őket apja palotájába. A görögök ámuldozva nézték a gigászi építményt majd meglátták a királynét, aki akkora volt, mint egy hegyorom. A királyné hazahívatta urát a gyűlésből. Meg is érkezett nemsokára a szörnyű Antiphatész s rögtön megragadott egyet a hajósok közül és azon nyomban felfalta. A másik kettő rémülten menekült vissza a hajókra, de hiába. Az óriáskirály fellármázta az egész várost, szaladtak össze mindenfelől a laisztrügónok. Hatalmas sziklákat dobáltak a hajókra pozdorjává zúzva valamennyit. Csak Odüsszeusz hajóját nem érték el a nyílt tengeren. Az látván a bajt azonnal felszedte a horgonyt és gyorsan tovább eveztek. A többi hajó legénysége mind ott veszett, sokan a hajóroncsok közt lelték halálukat, akiknek sikerült a partra menekülniük, azokat összefogdosták a tengerpartra sereglő laisztrügónok és megették őket.